# Óliver Torres Muñoz
Óliver Torres Muñoz (nascut el 10 de novembre de 1994), és un futbolista professional espanyol que juga com a migcampista o davanter al CF Monterrey mexicà. Ha jugat amb les seleccions espanyoles per edats, fins a la sub-21.

## Carrera esportiva

### Inicis
Va començar a jugar al futbol a l'Escola Morala de Futbol de Navalmoral de la Mata (Càceres), quedant subcampió per dos anys consecutius de la Lliga Nacional del Campionat Diari Marca, i essent triat "Millor Jugador del Torneig". El 31 de juny de 2006, va acudir a la Fundació Marcet on el FC Barcelona el i RCD Espanyol s'hi van interessar, tot i que a causa de la seva curta edat i a la distància que el separava de la seva família, va decidir tornar a la seva llar. A l'edat de tretze anys el jugador extremeny va entrar a formar part del planter de l'Atlètic de Madrid després de superar les proves d'accés corresponents.
Després de passar pels diferents equips de les categories inferiors, el 29 d'abril de 2012 va ser convocat per primera vegada amb el primer equip per Diego Simeone per al partit davant el Reial Betis corresponent a la 36a jornada de Lliga, encara que finalment no va debutar.

### Debut
L'estiu de 2012 Simeone el va convocar per realitzar la pretemporada amb el primer equip. El seu debut amb el primer equip matalasser es va produir finalment el 28 de juliol de 2012 en un partit amistós contra l'Alianza Lima, que els blanc-i-vermells van acabar guanyant per tres a zero. El seu debut amb l'equip en competició oficial es va produir el 20 d'agost de 2012 en l'empat a un davant el Llevant UE corresponent a la jornada 1 de Lliga 2012-13, saltant al camp amb el dorsal 30 en el minut 63 en substitució d'Adrián López Álvarez. El 17 de maig de 2013 va aconseguir el primer títol de la seva carrera, l'Atlètic va vèncer en la final celebrada en l'Estadi Santiago Bernabéu el Reial Madrid CF per dos gols a un i es va proclamar campió de la Copa del Rei.

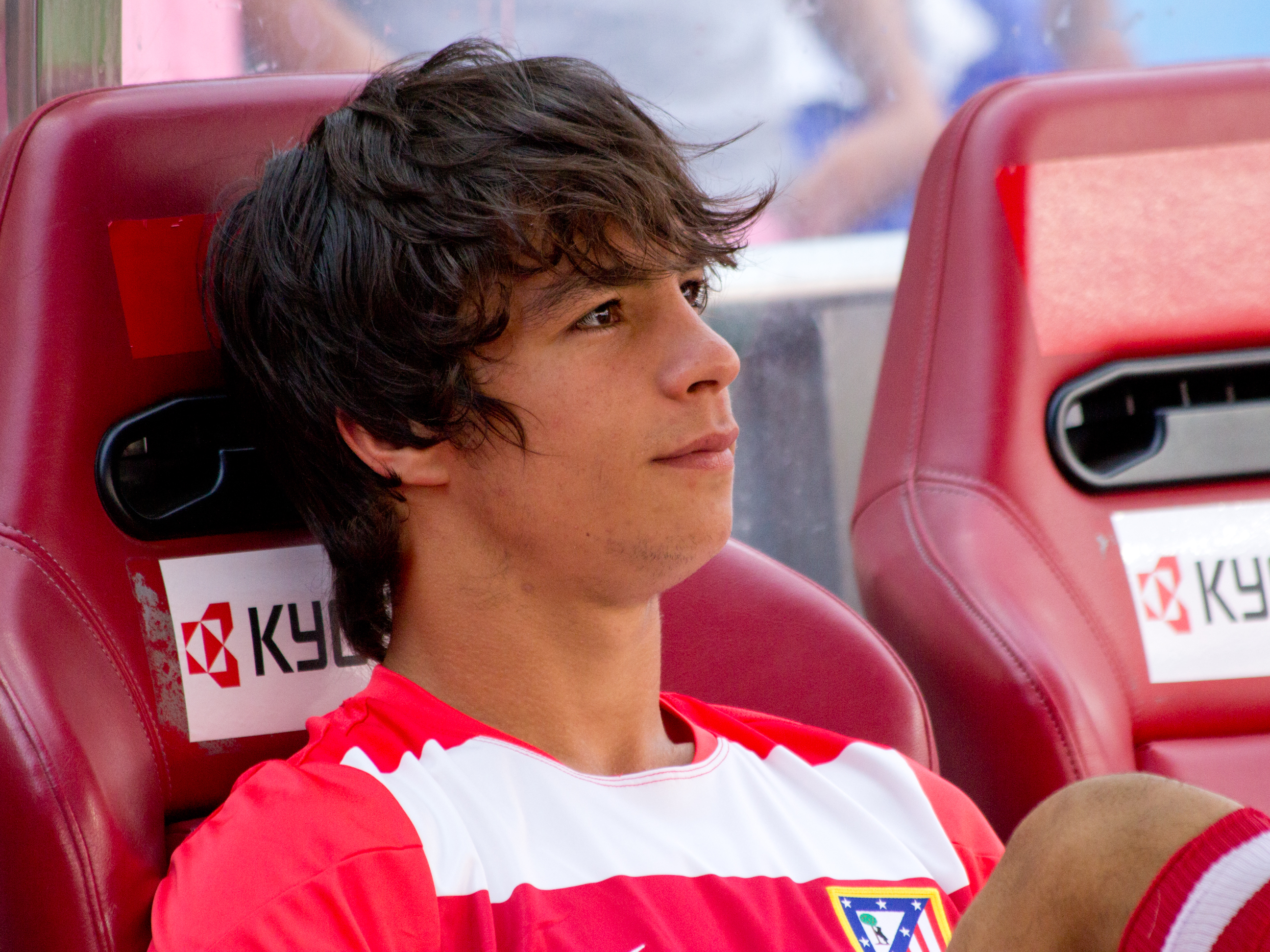
Óliver Torres el 2013.

La temporada 2013-14 va ser la primera en la qual Óliver va formar part del primer equip, portant el dorsal 16. El 3 de setembre de 2013 va renovar el seu contracte amb l'Atlètic de Madrid fins al 2018. L'1 d'octubre de 2013 va debutar a la Lliga de Campions en la jornada 2 de la fase de grups davant l'FC Porto, saltant al camp en el minut 79 en substitució de Raúl García quan el partit anava empat a un i que finalment va acabar en victòria atlètica per un a dos. El 27 d'octubre va jugar el seu primer partit com a titular i va marcar el seu primer gol com a professional als 13 segons del partit que els enfrontava al Betis, passant a la història per ser el gol més ràpid de la història de l'Atlètic de Madrid a la Primera Divisió. En la jornada 21, en el partit que va enfrontar al Rayo Vallecano i l'Atlètic de Madrid, amb victòria per a aquests últims, Óliver va patir una luxació a l'espatlla producte d'un forcejament amb Jonathan Viera.

### Cessions
El 31 de gener de 2014, durant el mercat de fitxatges d'hivern, Óliver va ser cedit al Vila-real CF fins a final de temporada. Pendent de la recuperació de la luxació de l'espatlla, no va debutar amb el club groc fins a la jornada 26, quan va saltar al camp en substitució de Nahuel Leiva en el minut 46. En aquell partit, el Vila-real CF va empatar a un amb el Betis. Óliver va col·laborar jugant nou partits al fet que l'equip acabés en sisena posició i aconseguís la classificació per l'Europa League. El 4 de juliol de 2014, Óliver va ser cedit al Futbol Club Porto fins a final de temporada. Va debutar amb l'equip portuguès en la jornada 1 de Lliga com a titular, en un partit en què el Porto va vèncer el CS Marítimo per dos a zero. En la jornada 3 va marcar el seu primer gol amb el seu nou club en la victòria per tres a zero davant el Moreirense FC. Va donar un gran rendiment durant la temporada obtenint la confiança de l'entrenador Julen Lopetegui i jugant la majoria de les vegades en la posició d'interior esquerre. Una vegada la temporada va haver finalitzat, Óliver va ser triat el Jugador Revelació de la Primeira Lliga.

### Retorn a l'Atlètic de Madrid
El 17 de juny de 2015 es confirma el seu retorn a l'Atlètic de Madrid després del seu pas pel Porto. La temporada 2015-16 va disputar trenta-tres partits amb els blanc-i-vermells, acabant en tercera posició de la Primera Divisió espanyola, a només tres punts del liderat.

### FC Porto
El 25 d'agost de 2016, Óliver va ser cedit de nou al Futbol Club Porto amb opció de compra de 20 milions d'euros, la qual executa el club portuguès a principis de febrer de 2017. En aquesta segona etapa juga més de cent partits amb el conjunt lusità, aconseguint guanyar la Lliga i la Supercopa Cândido de Oliveira en la temporada 2017-18.

### Sevilla F. C.
El 15 de juliol de 2019, el Sevilla FC va fer oficial el seu fitxatge per a les següents cinc temporades, per un preu d'11 milions d'euros.

## Selecció estatal

### Selecció sub-19

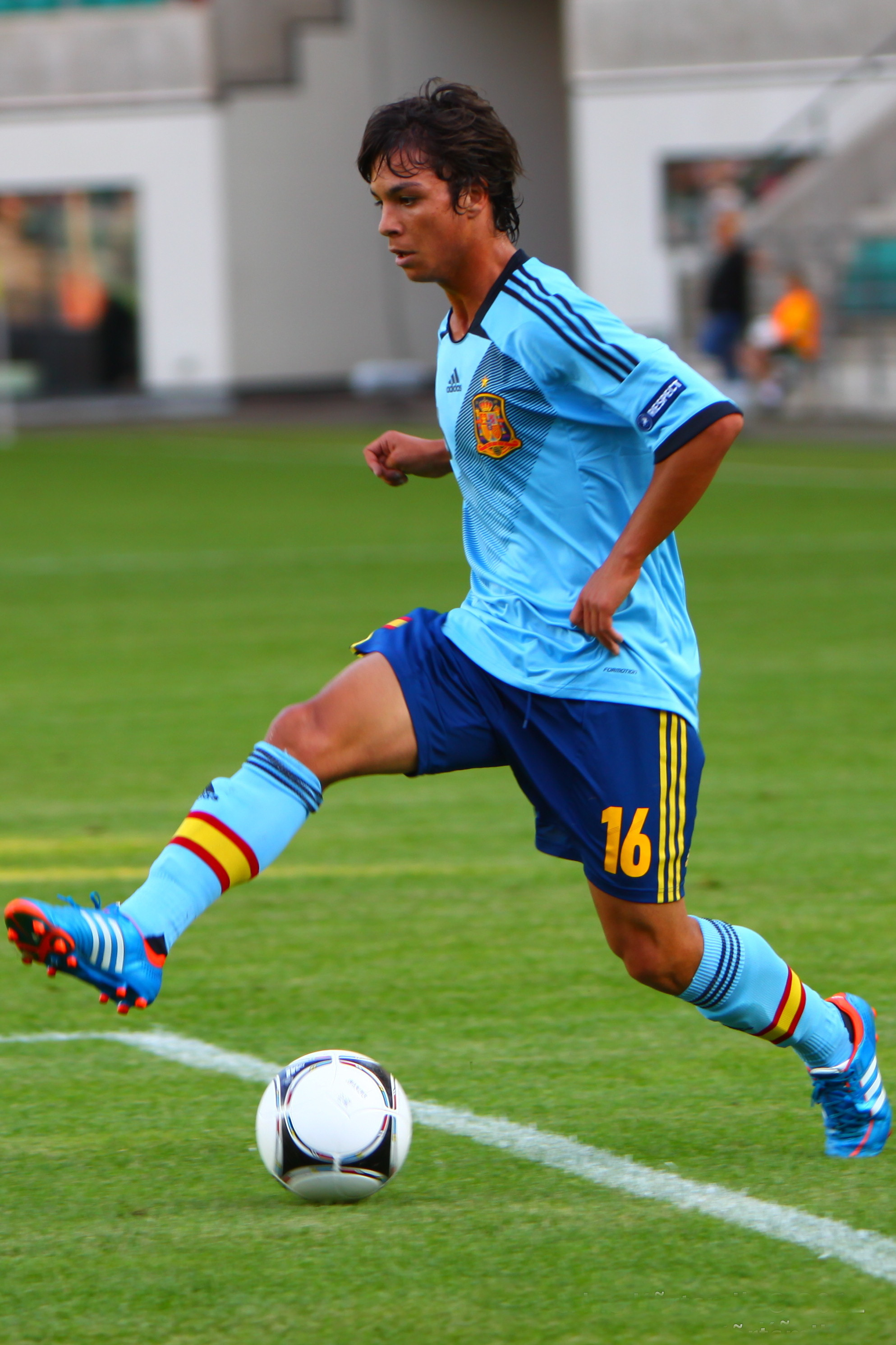
Jugant amb la sub-19.

En 2012 es va proclamar campió i Millor Jugador de la Copa Atlàntic amb la selecció de futbol sub-19 d'Espanya, imposant-se en la final a Rússia. Amb aquesta selecció va guanyar el Campionat Europeu de la UEFA Sub-19 2012, imposant-se en la final a Grècia per un a zero. Amb aquesta selecció va arribar a jugar 10 partits.

### Selecció sub-20
El 12 de juny de 2013 va debutar amb la selecció de futbol sub-20 d'Espanya en el partit amistós contra la selecció de l'Uzbekistan, saltant a la gespa en la represa de la segona part, quan perdien per zero a un, guanyant finalment per tres gols a dos. En aquest mes disputa el Mundial de Futbol Sub-20 de 2013 celebrat a Turquia, jugant tots els minuts com a capità, quedant primers de grups i arribant fins a quarts de final perdent davant la selecció uruguaiana per un gol a zero.

### Selecció sub-21
El 5 de febrer de 2013 debuta amb la selecció de futbol sub-21 d'Espanya en partit amistós contra Bèlgica celebrat a l'Estadi Achter de Kazerne, saltant a la gespa en el minut 61, quan perdien per zero a un, guanyant finalment per tres gols a dos. Va arribar a jugar 24 partits amb "La Rojita", sent un jugador imprescindible en totes les convocatòries fins a finals de 2016.

## Palmarès
Atlético de Madrid
- 1 Lliga espanyola: 2013-14
- 1 Copa del Rei: 2012-13

FC Porto
- 1 Lliga portuguesa: 2017-18
- 1 Supercopa portuguesa: 2018

Sevilla FC
- 2 Lliga Europa de la UEFA: 2019-20, 2022-23[10]

Selecció espanyola
- 1 Campionat d'Europa sub-19: 2012